# 1970年全国计划工作会议
1970年全国计划工作会议，是指1970年2月15日至3月21日期间，中华人民共和国国务院召开的全国计划工作会议。
会议旨在制定1970年的国民经济计划，并着手研究第四个五年计划纲要（草案）。会议提出了“以阶级斗争为纲、狠抓战备，促进国民经济的新飞跃”的口号，要求“集中力量建设大三线战略后方”。并规定当年工业总产值增长比1969年增加17%；基本建设投资增长46%。
会议时值文化大革命时期，政策制定者的过高冒进的指标，为国民经济造成很大损失。